# Primeira República Austríaca
A Primeira República Austríaca (Alemão: Republik Österreich) foi criada após a assinatura do Tratado de Saint-Germain-en-Laye em 10 de setembro de 1919 o acordo feito após o fim da Primeira Guerra Mundial que encerrou definitivamente o Império Austro-Húngaro e a República da Áustria Alemã e terminou com o estabelecimento do Estado Federal da Áustria uma ditadura austrofascista liderada por Engelbert Dollfuss líder da Frente Patriótica em 1934. A Constituição da Áustria foi promulgada em 1 de outubro de 1920 e alterada em 17 de dezembro de 1929. O período foi marcado por instabilidade política causada pelos conflitos entre a direita e a esquerda, levando à Revolta de julho em 1927 e à Guerra Civil Austríaca em 1934. 
Austrofascismo
O chanceler Engelbert Dollfuss do Partido Social Cristão tomou o poder na Primeira República Austríaca em 1932, e levou seu partido e a própria Áustria em uma guinada ruma à ditadura, a centralização do poder e do fascismo. Em 1933, Dollfuss aproveitou um erro em um projeto de lei no parlamento, e utilizou seu gabinete em uma votação para dissolver a Assembleia Nacional declarando que o parlamento havia cessado suas atividades.
Seu governo estava em concorrência com o crescente Partido Nazista Austríaco, que pressionava a Áustria para se juntar com a Alemanha Nazista. O austrofascismo de Dollfuss apelava às raízes Católicas da Áustria, como argumento contra a fusão das duas nações diante do fato que a Alemanha era predominantemente protestante. A violência transformou-se em guerra civil entre nazistas, socialistas e austrofascistas.
Em 1934 proclamou-se uma nova Constituição abolindo os demais partidos, transformando a Áustria em uma ditadura. Por esta razão, alguns historiadores defendem que a Primeira República na realidade teria terminado no ano de 1934. A primeira década de existência da Primeira República da Áustria seria caracterizada pelos contínuos confrontos políticos entre a esquerda e a direita, pelas respectivas forças paramilitares em ação nas ruas do país.
Dollfuss foi assassinado como parte de uma fracassada tentativa de golpe perpetrada por agentes da Alemanha nazista ainda em 1934 em represália por suas políticas. Seu sucessor, Kurt Schuschnigg, manteve o regime implantado por Dollfuss até à anexação da Áustria por Adolf Hitler em 1938.